# La Clinique en folie
Pour plus de détails, voir Fiche technique et Distribution.
La Clinique en folie (Where Does It Hurt?) est un film américain réalisé par Rodney Amateau, sorti en 1972.

## Synopsis
Pour garantir les profits de sa clinique privée, Albert P. Hopfnagel encourage la fraude à l'assurance et oblige ses chirurgiens à pratiquer des opérations coûteuses et surtout non nécessaires sur des patients. Après diverses péripéties, il finit par être découvert et condamné à la prison. À sa sortie, il revient à la clinique pour se faire opérer d'une appendicite par un chirurgien complice de ses anciennes malversations, dans le but d'attaquer par la suite la clinique. Sur la table d'opérations, il découvre que celui qui va l'opérer a été remplacé par son beau-frère, incompétent notoire qui ne sait même pas où se trouve l'appendice...

## Fiche technique
- Titre original : Where Does It Hurt?
- Titre français : La Clinique en folie
- Réalisation : Rodney Amateau
- Scénario : Rodney Amateau et Budd Robinson, d'après leur roman The Operator
- Direction artistique : Mike Haller
- Costumes : Frank Tauss
- Photographie : Brick Marquard
- Son : John Speak
- Montage : Mario Morra, Stanley Rabjohn
- Musique : Keith Allison
- Production : Rodney Amateau, William Schwartz
- Production associée : Rosalee Berman
- Production déléguée : Josef Shaftel (en)
- Société de production : Josef Shaftel Productions
- Société de distribution : Cinerama Releasing Corporation
- Pays d'origine :  États-Unis,  Royaume-Uni
- Langue originale : anglais
- Format : couleur (Eastmancolor) — 35 mm — 1,85:1 — son mono
- Genre : Comédie
- Durée : 87 minutes
- Dates de sortie : 
  - Suède : 24 juillet 1972
  - États-Unis : 11 août 1972 (Los Angeles)
  - Royaume-Uni : 29 octobre 1972
  - France : 4 décembre 1974

## Distribution
- Peter Sellers (VF : Michel Roux) : Albert T. Hopfnagel
- Jo Ann Pflug (VF : Michèle Montel) : Alice Gilligan
- Rick Lenz (VF : Patrick Dewaere) : Lester Hammond
- Harold Gould (VF : Jean-Henri Chambois) : Docteur Zerny
- Eve Bruce (VF : Francine Lainé) : Lamarr
- Hope Summers : Infirmière Throttle
- Pat Morita (VF : Francis Lax) : Harry Nishimoto
- Paul Lambert (VF : William Sabatier) : Docteur Bernard "Bernie" Pinikhes
- Norman Alden (VF : Claude Bertrand) : Katzen
- Keith Allison (VF : Marc François) : Hinkley
- Brett Halsey (VF : Daniel Gall) : Docteur Quagliomo
- Albert Reed (VF : Jacques Deschamps) : Docteur Radcliffe
- Jean Byron : Docteur Kincaid
- J. Edward McKinley (VF : Pierre Doris) : l'inspecteur Leffingwell
- Richard Hoyt (VF : Pierre Fromont) : le sergent Hoyt
- Joe Corey (VF : Alain Nobis) : le chauffeur de Taxi accoucheur
- Leonore Kasdorf (VF : Martine Messager) : Dianne (Penny en VF)
- Jack Mullaney (VF : Jacques Bernard) : Francis, le secrétaire de Leffingwell
- William Elliott (VF : Med Hondo) : Oscar, l'infirmier noir